# Гроссман Володимир Якович
Володимир Якович Гроссман (нар. 30 березня 1895, містечко Хорошки Житомирського повіту Волинської губернії, тепер смт Хорошів Житомирського району Житомирської області — 1971, місто Москва, тепер Російська Федерація) — радянський державний діяч, фінансист, керуючий Промислового банку СРСР, член Президії ВРНГ СРСР, член ВЦВК. Член Центральної контрольної комісії ВКП(б) у 1927—1934 роках. Член Комісії партійного контролю при ЦК ВКП(б) у 1934—1939 роках.

## Життєпис
Народився в єврейській родині приватного повіреного та лікаря-стоматолога. З червня 1912 по червень 1914 року працював репетитором у Варшаві. У 1914 році закінчив гімназію у Варшаві.
У червні 1914 — грудні 1917 року — студент медичного факультету філіалу Варшавського університету в місті Ростові-на-Дону. Також працював репетитором.
Член РСДРП(б) з липня 1917 року.
У січні — квітні 1918 року — завідувач відділу середніх шкіл Комісаріату фінансів і просвіти Донської радянської республіки в Ростові-на-Дону.
У травні 1918 — березні 1919 року — член колегії Рязанського губернського земельного відділу, начальник відділу Рязанського губернського відділу народної освіти.
У квітні 1919 — квітні 1920 року — завідувач відділу комунального господарства Волинського губвиконкому, завідувач Волинського губернського фінансового відділу в Житомирі.
У квітні — жовтні 1920 року — завідувач Тульського губернського фінансового відділу.
У жовтні 1920 — липні 1921 року — завідувач Самарського губернського фінансового відділу, член президії виконавчого комітету Самарської губернської ради.
У серпні 1921 — липні 1922 року — секретар торгового представництва РРФСР у Польщі (місто Варшава).
У липні 1922 — серпні 1924 року — завідувач загального відділу Управління державними податками, начальник адміністративного управління Народного комісаріату фінансів РФСР.
У серпні 1924 — березні 1931 року — заступник керівника, керівник групи вивчення сільськогосподарського податку  Центральної контрольної комісії ВКП(б), завідувач фінансової інспекції Народного комісаріату робітничо-селянської інспекції СРСР.
У квітні 1931 — 1932 року — член Президії Вищої ради народного господарства (ВРНГ) СРСР. У 1932 — січні 1934 року — начальник організаційно-рацоналізаторського відділу, член колегії Народного комісаріату важкої промисловості СРСР.
Одночасно в 1933—1938 роках — слухач факультету особливого призначення Московського енергетичного інституту імені Молотова.
У лютому 1934 — серпні 1937 року — керівник групи адміністративно-радянської і організаційно-штатної роботи Комісії партійного контролю при ЦК ВКП(б).
5 серпня 1937 — вересень 1948 року — керуючий Промислового банку СРСР.
У жовтні 1948 — березні 1949 року — начальник Управління капітального будівництва Міністерства нафтової промисловості південних і західних районів СРСР.
У квітні — грудні 1949 року — начальник Головного управління із будівництва підприємств рідкого палива і газової промисловості «Головгазпаливбуд» Міністерства нафтової промисловості СРСР.
У грудні 1949 — серпні 1952 року — заступник начальника Головного управління із будівництва підприємств нафтової промисловості в східних районах «Голосхіднафтобуд» Міністерства нафтової промисловості СРСР. У серпні 1952 — лютому 1953 року — заступник начальника Головного управління із будівництва підприємств нафтової промисловості в Башкирській АРСР і Татарській АРСР «Головтатбашнафтобуд» Міністерства нафтової промисловості СРСР.
З лютого по травень 1953 року не працював, перебував на пенсії.
У травні — серпні 1953 року — заступник начальника Головного управління капітального будівництва Міністерства внутрішньої і зовнішньої торгівлі СРСР. У серпні 1953 — вересні 1956 року — заступник начальника Головного управління капітального будівництва Міністерства торгівлі СРСР. У вересні 1956 — травні 1957 року — заступник начальника відділу капітального будівництва і експертизи Міністерства торгівлі СРСР.
З червня по грудень 1957 року — на пенсії в Москві.
У грудні 1957 — січні 1959 року — головний спеціаліст Всесоюзного державного інституту із проєктування підприємств торгівлі і громадського харчування «Союздіпроторг» у Москві. У січні 1959 — після травня 1963 року — головний спеціаліст Державного інституту із проєктування підприємств торгівлі і громадського харчування «Діпроторг» у Москві.
Потім — персональний пенсіонер у Москві.
Помер у 1971 році, похований в колумбарії Новодівочого цвинтаря Москви.